# Лодзь-Хойны
Лодзь-Хойны (пол. Łódź Chojny) — узловая пассажирская и грузовая железнодорожная станция в городе Лодзь (расположена в дзельнице Гурна), в Лодзинсском воеводстве Польши. Имеет 4 платформы и 6 путей.
Станция была построена под названием «Хойны» в 1903 году, когда эта территория была в составе Царства Польского. Нынешнее название станция носит с 1947 года.